# United States European Command
Das United States European Command (USEUCOM oder EUCOM), deutsch Europäisches Kommando der Vereinigten Staaten, ist eines von elf Unified Combatant Commands der Streitkräfte der USA.
Es hat seinen Sitz in den Patch Barracks (ehemals Kurmärker Kaserne) in Stuttgart-Vaihingen und war bis zur Einrichtung des US Africa Command 2007 das einzige US-Oberkommando mit Sitz außerhalb der Vereinigten Staaten. Im Jahr 2007 standen rund 72.000 Soldaten unter dem Kommando des EUCOM. Im US-amerikanischen Militärjargon werden die Militäreinrichtungen in Europa auch inoffiziell als „US Forces, European Theater“ bezeichnet.
Die Befehlskette verläuft vom US-Präsidenten über den Verteidigungsminister zum Befehlshaber des EUCOM.

## Geschichte

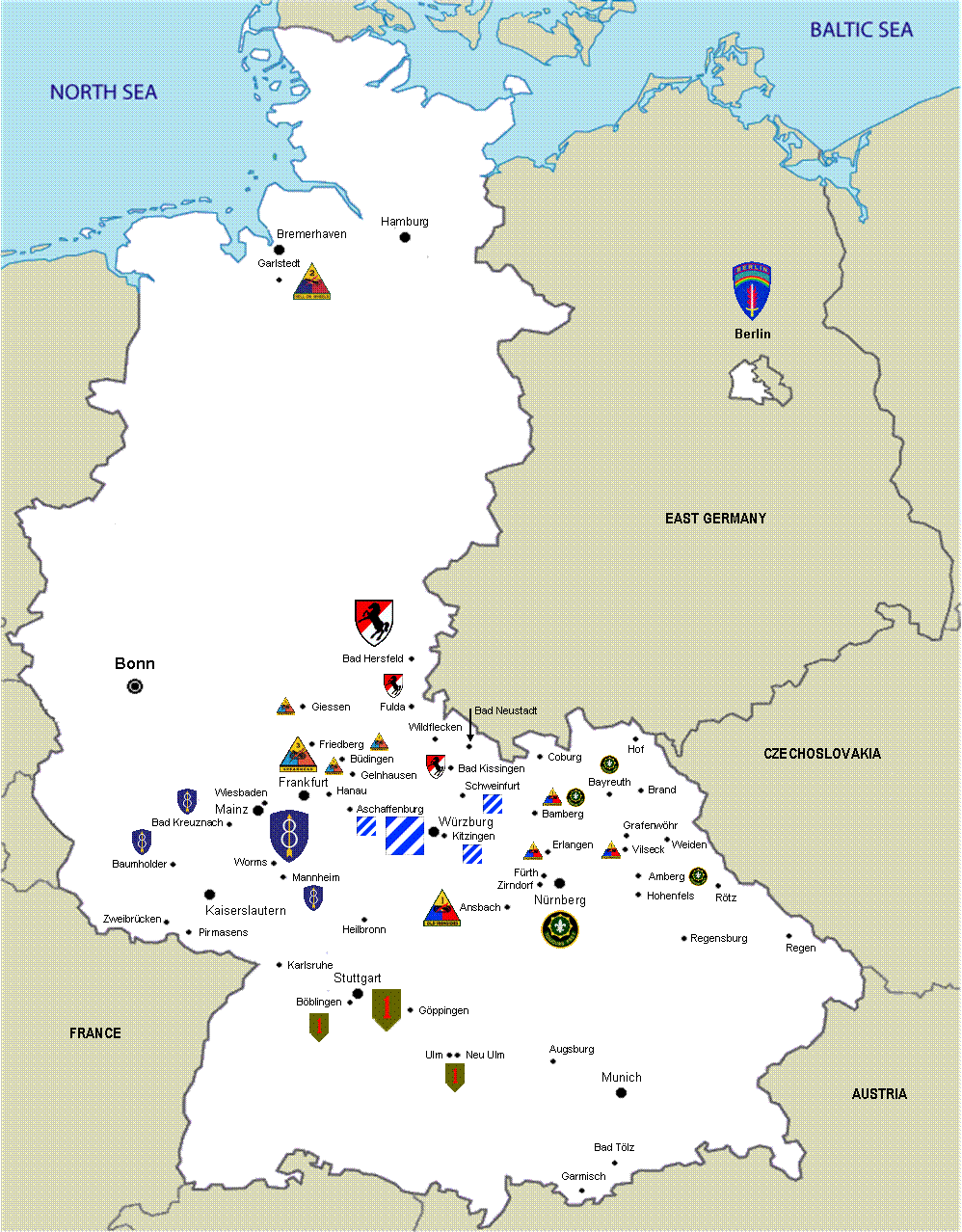
Verbände der U.S. Army in Westdeutschland, 1987

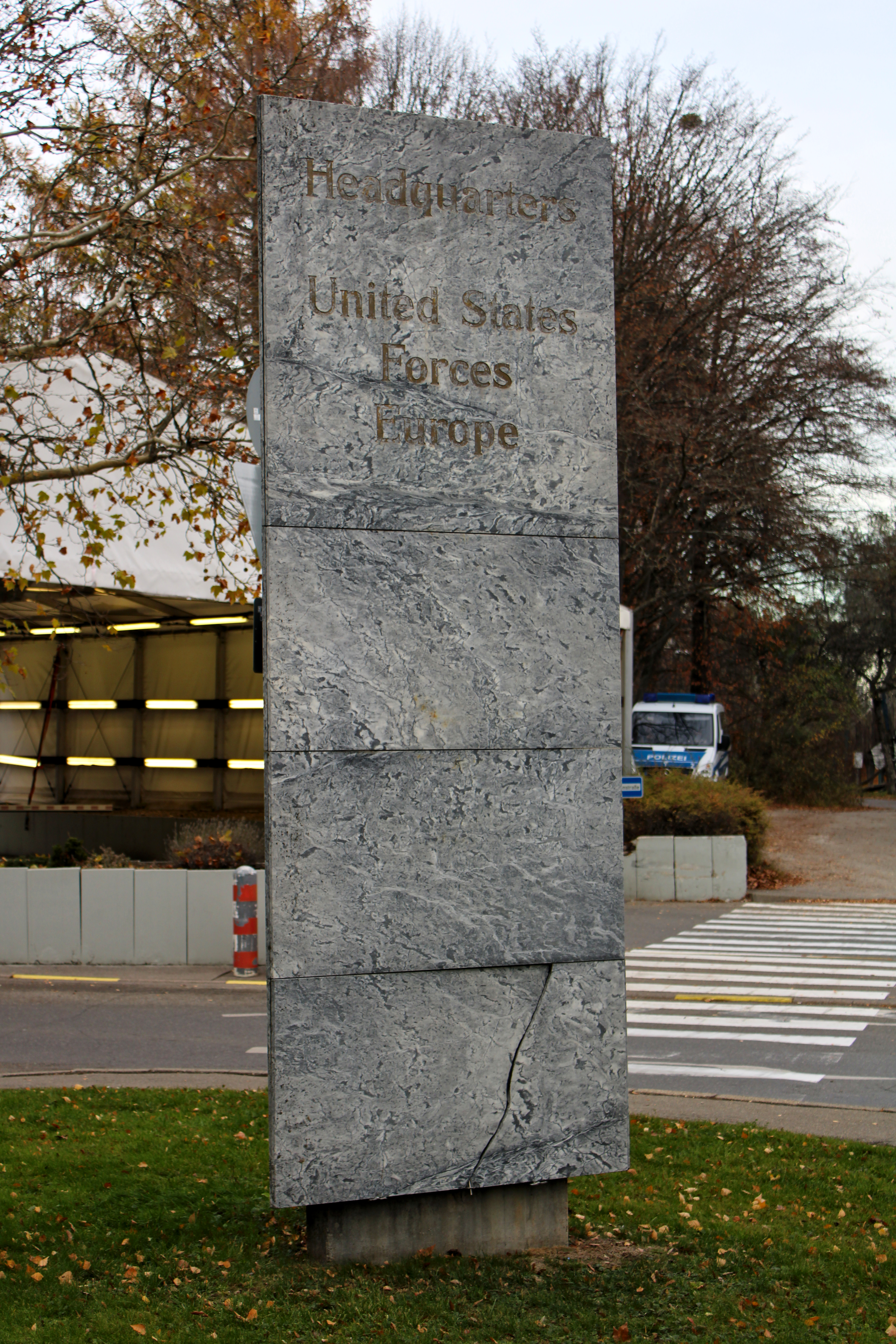
Hinweistafel an den Patch Barracks

Das United States European Command wurde am 1. August 1952 als Teil des 1947 vom Verteidigungsministerium der Vereinigten Staaten geschaffenen und im Jahre 2001 umgebauten Unified Command System aufgestellt. Es war als Nachfolger der nach dem Zweiten Weltkrieg, aber noch im Jahre 1945 entstandenen US Forces, European Theater (USFET) mit dem Hauptquartier in Frankfurt am Main konzipiert. Die operative Kontrolle über diese Regionalkommandos hat die National Command Authority (NCA).
Zuerst zwei Jahre lang im I.G.-Farben-Haus in Frankfurt am Main untergebracht, zog das Hauptquartier der USFET 1947 nach Heidelberg in die Großdeutschland-Kaserne um (am 23. August 1948 wurde diese in Campbell Barracks umbenannt) und wurde am 15. März 1947 in das European Command (EUCOM) umgegliedert. Ein neues, streitkräfteübergreifendes Hauptquartier (USEUCOM) wurde dann am 1. August 1952 in Frankfurt am Main gegründet und schließlich nach Saint-Germain-en-Laye in das Camp des Loges bei Paris verlegt. Parallel dazu wurde zeitgleich das EUCOM-Hauptquartier in Heidelberg in United States Army, Europe (USAREUR) umbenannt, welches dann am 1. Dezember 1966 abermals eine Namensänderung in Headquarters, United States Army, Europe, and Seventh Army (HQ USAREUR/7A) erfuhr. Nachdem 1966 alle US-Truppen entsprechend den Forderungen von Charles de Gaulle Frankreich hatten verlassen müssen, benötigte man einen neuen Standort. Seit dem 14. März 1967 befindet sich das Hauptquartier in den Patch Barracks in Stuttgart-Vaihingen.
Im Jahr 2004 betrieben die USA rund 500 Stützpunkte in Europa, davon etwas mehr als 200 Militärflugplätze und mit ihnen verbundene Einrichtungen. 1990 bestanden alleine in der Bundesrepublik 47 größere US-Stützpunkte, darunter zehn Luftwaffenbasen. Bis 2005 wurden 21 Stützpunkte geschlossen, neun in voller Größe beibehalten und die übrigen verkleinert. Von den letzten beiden Großverbänden in Deutschland, bleibt nur die 1. US-Panzerdivision, seit die 1. US-Infanteriedivision im Juli 2006 nach Fort Riley, Kansas verlegt wurde und eine Brigade der 1. US-Panzerdivision ihr wenig später zum selben Stützpunkt folgte.
Am Ende der Transformation sollen in Europa an größeren Kampftruppen auf Dauer lediglich das luftbewegliche 2. US-Kavallerieregiment, dann möglicherweise in Brigadestärke, in Vilseck, die 173. US-Luftlandebrigade in Vicenza und zwei F-16-Staffeln in der Aviano Air Base (jeweils in Italien) bleiben. Neu errichtet werden Anlagen des Raketenabwehrsystems National Missile Defense.
Damit vollzieht sich der Wandel von den dominierenden Panzertruppen, die in Europa einen Krieg mit dem Warschauer Pakt ausfechten sollten, hin zu Einheiten, die sich schnell in alle Weltregionen verlegen lassen sollen. Zudem wird Europa weiter leistungsfähige Stützpunkte zur Versorgung der US-Truppen in Europa, Afrika und Westasien mit Nachschub, für die Ausbildung von Soldaten und für die medizinische Betreuung behalten.

### Neue Stützpunkte in Osteuropa
Zu den Regionen im Bereich des EUCOM, in denen trotz des insgesamten Abbaus ein Zuwachs von Truppen erfolgen soll, gehören eine Reihe von osteuropäischen Staaten. In Rumänien hatten die USA bereits während des Dritten Golfkriegs Truppen stationiert, die jedoch 2003 wieder abzogen. 2004 bot die rumänische Regierung den USA die erneute Nutzung des Mihail-Kogălniceanu-Militärflugplatzes und nahegelegener Hafenanlagen in Constanța an, ebenso den Marinehafen Mangalia und eine Übungseinrichtung in Babadag. Am 6. Dezember 2005 schlossen die beiden Staaten einen Vertrag, der die Errichtung einer Forward Operating Site vorsieht. US-Truppen sollen neben dem Kogălniceanu-Flughafen, der als einziger Stützpunkt eine ständige Besatzung von rund 100 Mann erhält und Babadag auch Einrichtungen in Cincu und Smârdan nutzen. Zu Bulgarien, siehe Militärbasen der Vereinigten Staaten in Bulgarien. Die südosteuropäischen Staaten sind für die USA vor allem wegen ihrer Nähe zu den derzeitigen Brennpunkten im Nahen Osten interessant.
Die polnische Regierung bemüht sich seit Ende 2003 um US-Stützpunkte auf ihrem Gebiet. Bislang sind die USA auf diese Angebote nicht eingegangen und ziehen Polen ebenso wie die Tschechische Republik lediglich als NMD-Standorte näher in Betracht.
Russland kritisiert die militärische Anwesenheit der USA in den ehemaligen Staaten des Warschauer Pakts als Gefährdung seiner eigenen Sicherheit. Von den Gastgeberregierungen wird die Stationierung als Möglichkeit begrüßt, sich stärker an die NATO anzulehnen und sich vor dem Machtstreben Russlands zu schützen. In Opposition und Bevölkerung der betroffenen Staaten, insbesondere in Polen und der Tschechischen Republik, gibt es jedoch auch Widerstand gegen die US-Stationierung.

## Auftrag und Zuständigkeit

Zuständigkeitsbereich des EUCOM (orange)

- EUCOM unterhält einsatzbereite Streitkräfte, um Operationen im vollen Umfang allein oder in Zusammenarbeit mit den Koalitionspartnern durchzuführen
- Erhöhung der transatlantischen Sicherheit durch Unterstützung der NATO
- Gewährleisten regionaler Stabilität
- Krieg gegen den Terrorismus
- Vertretung der US-Interessen in der Region[3]

Der Verantwortungs- oder Zuständigkeitsbereich (Area of responsibility) umfasste bis 2008 alle militärischen Aktionen der USA in Europa, den größten Teil Afrikas sowie den asiatischen Teil Russlands. Im Oktober 2008 übernahm AFRICOM diese Aufgabe für ganz Afrika mit Ausnahme von Ägypten.
Dabei war das Kommando verantwortlich für die amerikanische Militärpräsenz während zahlreichen Operationen, einschließlich der Operation Enduring Freedom, Operation Joint Guardian JTF Falcon (KFOR Präsenz im Kosovo), Operation Allied Forces JTF Noble Anvil (Luftoperationen am Anfang des Kosovokriegs) und der Operation Restore Hope (Unterstützung der US-Sicherheitsbestrebungen in Somalia).

## Unterstellte Kommandos und Einheiten
- 7. US-Armee oder US Army Europe (USAREUR)
- US Air Forces Europe (USAFE)
- United States Space Forces – Europe and Africa (USSPACEFOR-EURAF)
- US Naval Forces Europe (USNAVEUR)
- US Marine Corps Forces Europe (MARFOREUR)
- US Special Operations Command Europe (SOCEUR)
- Task Force Eagle [KFOR]
- Joint Analysis Center in Molesworth, Großbritannien
- US National Military Representative to SHAPE
- Office of Defense Cooperation (ODC) in Berlin, Außenstelle in Bonn (gehört zur US-Botschaft in Deutschland)[4]

Der Hauptteil der EUCOM unterstellten Truppen bilden die 7. US-Armee, die 6. US-Flotte, und die 3. und 16. Air Force.

### 6. Flotte der US Navy
Die Sechste Flotte der US Navy ist im Mittelmeerraum eingesetzt und bildet so die südliche Flanke der NATO. Sie ist u. a. für den Schutz gegen Terrorangriffe über den Seeweg durch die Straße von Gibraltar und den Suez-Kanal verantwortlich.
Das Flaggschiff und Hauptquartier der Sechsten Flotte ist die Mount Whitney mit Heimathafen Gaeta (Italien). Die Flotte besteht aus etwa 40 Schiffen, 175 Flugzeugen und 24.000 Mann in Kampf- (12.000) und Unterstützungseinheiten (12.000), die sich auf mindestens eine Trägergruppe, eine amphibische Gruppe, eine Marine Expeditionary Unit (MEU), eine Logistikgruppe und eine U-Boot-Gruppe aufteilen.
In Krisenzeiten können der Sechsten Flotte weitere Verbände unterstellt werden. So waren der Flotte beispielsweise während der Invasion des Iraks zwei Flugzeugträgerkampfgruppen, jeweils geführt von den Flugzeugträgern Theodore Roosevelt und der Harry S. Truman, und der 26. Marine Expeditionary Unit auf der Iwo Jima und mehr als 150 Flugzeuge unterstellt.

### 3. und 17. Luftflotte der US Air Force
Die 3. US-Luftflotte (Third Air Force) auf der Ramstein Air Base in Deutschland bildet zusammen mit der ebenfalls dort stationierten 17. Air Force, die jedoch die Luftkomponente des US Africa Command bildet, und weiteren Einheiten die US Air Forces Europe (USAFE). Die Truppenstärke der USAFE wurde nach dem Kalten Krieg stark reduziert und bildet heute einen Pool von Lufteinheiten, die für Einsätze des EUCOM strategisch günstiger liegen, als Luftwaffenstützpunkte in den Vereinigten Staaten.
Im Jahr 2005 hatten die USAFE eine Personalstärke von rund 42.000 Mann, darunter 26.000 Flieger, 400 Reservisten und 5700 Zivilbeschäftigte.
Zur Ausrüstung gehören circa 175 Kampfflugzeuge der Typen F-15 „Eagle“, F-16 „Falcon“, A-10 „Thunderbolt II“, 30 Transportflugzeuge der Typen C-9 „Nightingale“, C-21 „Dolphin“, C-130 „Hercules“, 15 Tankflugzeuge KC-135 „Stratotanker“ sowie einige Hubschrauber HH-60 „Blackhawk“.
Ende des Jahres 2005 wurde die Rhein-Main Air Base geschlossen und ihre Kapazitäten im Rahmen des Rhein-Main Transition Program zu 2/3 nach Ramstein und zu 1/3 nach Spangdahlem verlegt. Die freiwerdenden Kapazitäten verwendet seitdem der Frankfurter Flughafen.
Das Hauptquartier der USAFE ist seit 1973 die Ramstein Air Base in Ramstein-Miesenbach, der größte Luftwaffenstützpunkt amerikanischer Truppen außerhalb der USA. Vorher war das Hauptquartier in Erbenheim stationiert.
Die unterstellten Einheiten der USAFE im Detail:
Deutschland:
3. US-Luftflotte
- Ramstein Air Base – 435th Air Ground Operations Wing, 86th Airlift Wing, 401st Air Expeditionary Group
- Spangdahlem Air Base – 52nd Fighter Wing
- Kapaun Air Station – Kisling Noncommissioned Officer Academy

17. US-Luftflotte
- keine eigenen Einheiten; Unterstützung durch 3. US-Luftflotte

Großbritannien:
- RAF Lakenheath – 48th Fighter Wing
- RAF Mildenhall – 100th Air Refueling Wing
- RAF Alconbury – 501st Combat Support Wing

Italien:
- Aviano Air Base – 31st Fighter Wing

Island:
- Keflavík Air Station – 85th Group

Portugal:
- Lajes Air Station – 65th Air Base Wing

Türkei:
- Incirlik Air Base – 39th Air Base Wing

Norwegen:
- Stavanger – 426th Air Base Squadron

Spanien:
- Moron Air Base – 712th Air Base Group

## Führung

### Stab
Das Kommando hat seit dem 1. Juli 2022 General Christopher Cavoli. Gleichzeitig ist der Befehlshaber des EUCOM auch der Supreme Allied Commander Europe (SACEUR) der NATO und hat somit den Oberbefehl über alle NATO-Operationen.

### Befehlshaber
| Nr. | Name                                 | Bild | Beginn der Berufung | Ende der Berufung |
| --- | ------------------------------------ | ---- | ------------------- | ----------------- |
| 20  | General Alexus G. Grynkewich (USAF)  |      | 1. Juli 2025        |                   |
| 19  | General Christopher G. Cavoli (USA)  |      | 1. Juli 2022        | 1. Juli 2025      |
| 18  | General Tod D. Wolters (USAF)        |      | 2. Mai 2019         | 1. Juli 2022      |
| 17  | General Curtis M. Scaparrotti (USA)  |      | 3. Mai 2016         | 2. Mai 2019       |
| 16  | General Philip M. Breedlove (USAF)   |      | 10. Mai 2013        | 3. Mai 2016       |
| 15  | Admiral James G. Stavridis (USN)     |      | 30. Juni 2009       | 10. Mai 2013      |
| 14  | General Bantz J. Craddock (USA)      |      | 4. Dezember 2006    | 30. Juni 2009     |
| 13  | General James L. Jones (USMC)        |      | 16. Januar 2003     | 4. Dezember 2006  |
| 12  | General Joseph W. Ralston (USAF)     |      | 2. Mai 2000         | 16. Januar 2003   |
| 11  | General Wesley K. Clark (USA)        |      | 10. Juli 1997       | 2. Mai 2000       |
| 10  | General George A. Joulwan (USA)      |      | 21. Oktober 1993    | 10. Juli 1997     |
| 9   | General John M. Shalikashvili (USA)  |      | 23. Juni 1992       | 21. Oktober 1993  |
| 8   | General John R. Galvin (USA)         |      | 25. Juni 1987       | 5. Juni 1992      |
| 7   | General Bernard W. Rogers (USA)      |      | 27. Juni 1979       | 25. Juni 1987     |
| 6   | General Alexander M. Haig, Jr. (USA) |      | 1. November 1974    | 27. Juni 1979     |
| 5   | General Andrew J. Goodpaster (USA)   |      | 5. Mai 1969         | 1. November 1974  |
| 4   | General Lyman L. Lemnitzer (USA)     |      | 1. November 1962    | 5. Mai 1969       |
| 3   | General Lauris Norstad (USAF)        |      | 20. November 1956   | 1. November 1962  |
| 2   | General Alfred M. Gruenther (USA)    |      | 11. Juli 1953       | 20. November 1956 |
| 1   | General Matthew B. Ridgway (USA)     |      | 1. August 1952      | 11. Juli 1953     |